# Lucas Vorsterman (rézmetsző, ?–1675)

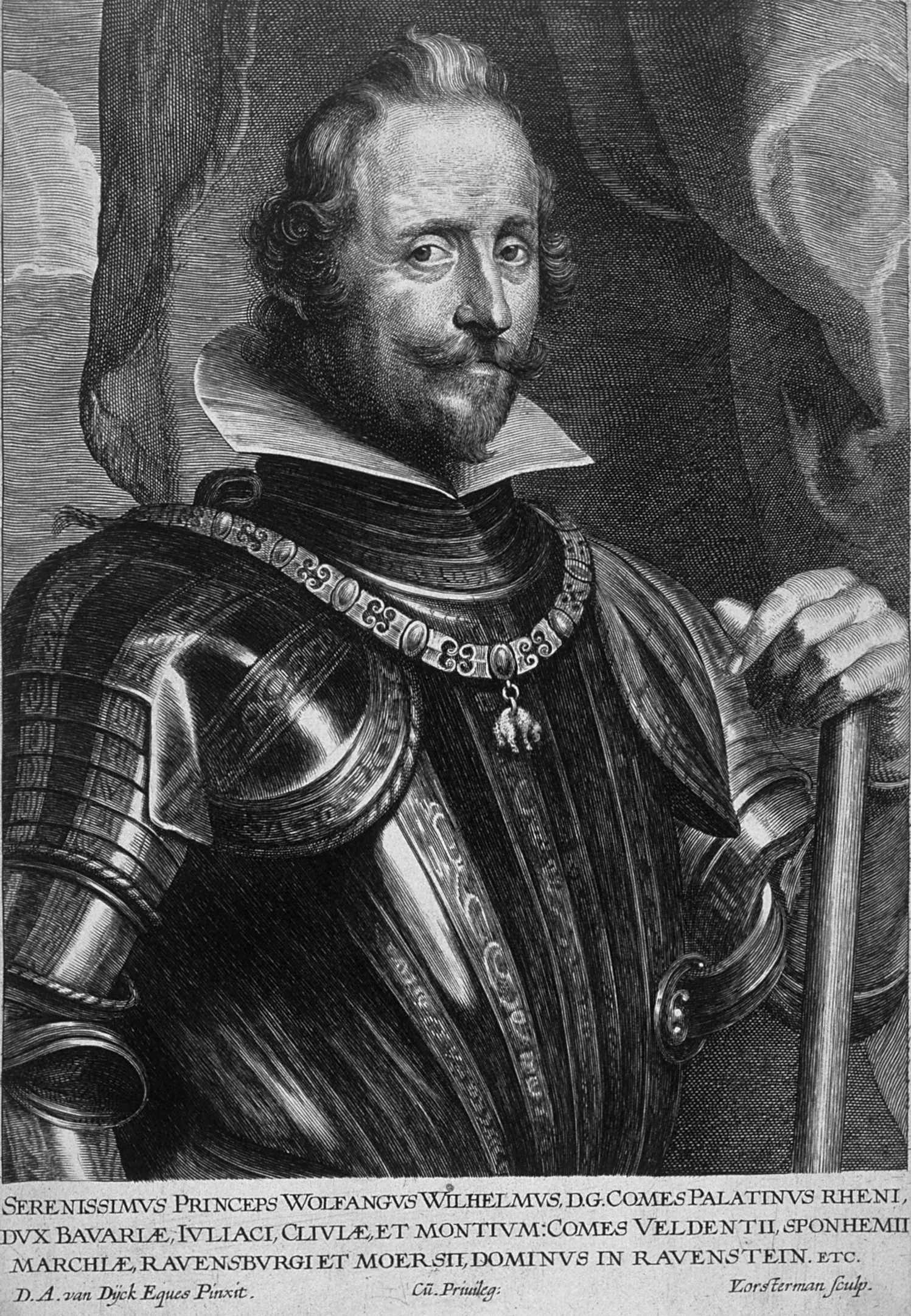
Wolfgang Wilhelm von Pfalz-Neuburg herceg portréja, id. Lucas Vorsterman rézkarca, Anthony Van Dyck műve alapján

Lucas Vorsterman (Zaltbommel, 1595 k. – Antwerpen, 1675) barokk kori flamand rézmetsző.

## Életpályája
Már 12 évesen dolgozott. 1617-ben vagy 1618-ban Rubens műhelyében volt inas; Rubensszel jó barátságban állt. 1620-ban lett mester. Rubens számára készített metszeteket annak festményeiről, ez üzleti sikert hozott számára. Az 1620-as évek elején megromlott a kapcsolatuk, amikor Vorsterman igyekezett szabadulni alárendelt szerepéből, majd 1624-ben Angliába ment és csak 1630 táján tért vissza. Ekkor olyan művészekkel dolgozott együtt, mint Anthony Van Dyck. Ekkoriban számos tanítványa is volt. Elszegényedve és megvakulva halt meg Antwerpenben.     
Fia, Lucas Vorsterman szintén rézmetsző volt.